# Campeonato Andorrano de Futebol de 2010-11
A Primera Divisió 2010-11 é a 16ª edição da competição futebolística mais importante de Andorra. Começou em setembro de 2010 e terminará em maio de 2011. FC Santa Coloma é o atual campeão, tendo conquistado seu quinto título na última temporada.

## Estádios e locais
| Time                  | Cidade           | Estádio                    | Capacidade |
| --------------------- | ---------------- | -------------------------- | ---------- |
| CE Benfica            | Aixovall         | Estadi Comunal de Aixovall | 1.800      |
| FC Lusitanos          | Andorra la Vella |                            | 850        |
| FC Santa Coloma       | Santa Coloma     | Estadi Comunal de Aixovall | 1.800      |
| Inter Club d'Escaldes | Escaldes         | Estadi Comunal de Aixovall | 1.800      |
| UE Sant Julià         | Aixovall         | Estadi Comunal de Aixovall | 1.800      |
| UE Santa Coloma       | Santa Coloma     | Estadi Comunal de Aixovall | 1.800      |

## Formato da competição
Os times jogam primeiro um campeonato de pontos corridos comum, com cada time enfrentando os outros em jogos "casa" e "fora" (a noção de casa e fora nesse campeonato não é muito definida, já que nenhum dos times tem o seu próprio estádio), em um total de 14 jogos. A liga então será dividida, de acordo com as posições na primeira fase, em dois grupos de 4 times, onde um luta pelo título e o outro contra o rebaixamento e o play-off.

## Primeira fase

### Resultados
| Vitória do mandante. Vitória do visitante. Empate. |

|                         | CEB  | ENC | INT | LUS | PRI | SFC  | SUE  | SJU |
| ----------------------- | ---- | --- | --- | --- | --- | ---- | ---- | --- |
| CE Benfica              | -    | 4-1 | 1-4 | 1-3 | 0-0 | 0-10 | 0-10 | 1-3 |
| Futbol Club Encamp      | 1-1  | -   | 1-2 | 2-7 | 4-1 | 0-9  | 1-6  | 0-8 |
| Inter Club d'Escaldes   | 2-1  | 2-1 | -   | 1-5 | 1-2 | 0-10 | 0-5  | 0-2 |
| FC Lusitanos            | 3-0  | 5-0 | 1-0 | -   | 2-0 | 2-1  | 2-1  | 1-1 |
| Club Esportiu Principat | 5-0  | 5-1 | 2-2 | 0-2 | -   | 2-2  | 0-4  | 0-3 |
| FC Santa Coloma         | 12-1 | 6-0 | 3-0 | 3-1 | 3-0 | -    | 2-1  | 0-0 |
| UE Santa Coloma         | 4-0  | 4-2 | 8-0 | 1-0 | 4-1 | 1-2  | -    | 1-3 |
| UE Sant Julià           | 6-0  | 3-0 | 4-0 | 0-0 | 4-1 | 0-0  | 2-0  | -   |

## Segunda fase

### Disputa do título

#### Resultados
|                 | LUS | SFC | SUE | SJU |
| --------------- | --- | --- | --- | --- |
| FC Lusitanos    | -   |     |     |     |
| FC Santa Coloma |     | -   |     |     |
| UE Santa Coloma |     |     | -   |     |
| UE Sant Julià   |     |     |     | -   |

### Luta contra o rebaixamento

#### Resultados
|                         | CEB | ENC | INT | PRI |
| ----------------------- | --- | --- | --- | --- |
| CE Benfica              | -   |     |     |     |
| Futbol Club Encamp      |     | -   |     |     |
| Inter Club d'Escaldes   |     |     | -   |     |
| Club Esportiu Principat |     |     |     | -   |

## Play-off de rebaixamento
| Maio de 2011 |  | – |  |  |
|              |  |   |  |  |

| Maio de 2011 |  | – |  |  |
|              |  |   |  |  |